# Nixon's the One
Nixon's the One est une série télévisée de comédie dramatique britannique en six épisodes de 30 minutes, diffusés en 2013 sur Sky Arts 1. La série se base sur les événements liés au scandale du Watergate.

## Fiche technique
Sauf indication contraire, les informations mentionnées dans cette section peuvent être confirmées par la base de données cinématographiques IMDb,  présente dans la section « Liens externes ».
- Titre original : Nixon's the One
- Réalisation : Sasha Ransome et Ed Bye
- Scénario : Stanley Kutler, Harry Shearer et Judith Owen
- Photographie :
- Musique :
- Montage : Mark Lawrence et Mark Williams
- Décors : Siobhan Pemberton
- Costumes : Lucia Santa Maria et Sarah Lubel
- Producteur : Alex Walsh-Taylor et Karen Murphy
  - Producteur délégué : Lucy Lumsden, Jimmy Mulville, Harry Shearer, Jon Mountague et Saskia Schuster
  - Producteur exécutif : Alison Passey et Sam Moor
- Sociétés de production : Hat Trick Productions
- Société de distribution : Sky Arts
- Chaîne d'origine : Sky Arts 1
- Pays d'origine :  Royaume-Uni
- Langue originale : anglais
- Genre : Comédie dramatique
- Durée : 30 minutes

## Distribution

### Acteurs principaux
- Harry Shearer : Richard Nixon
- Demetri Goritsas : H. R. Haldeman
- David Frost : lui-même
- Henry Goodman : Henry Kissinger

### Acteurs récurrents et invités
- Andrew Hall : Billy Graham
- Corey Johnson : John D. Ehrlichman
- Tony Denman : Steve Bull
- Alex Lowe : l'homme illuminé
- John Guerrasio : Oral Roberts
- Simon Connolly : Charles Colson
- Eben Young : Alexander Haig
- Morgan Deare : Frank Shakespeare
- Charles Daish : John Connally
- Ian Porter : Richard Helms

## Épisodes
1. Pilote
2. Henry
3. Secrets
4. Religion
5. Elites
6. TV